# Ясинский, Игорь Сергеевич
Игорь Сергеевич Ясинский (бел. Ігар Сяргеевіч Ясінскі; род. 4 июля 1990, Пинск, Брестская область) — белорусский футболист, полузащитник клуба «Бумпром».

## Клубная карьера
Воспитанник минского «Динамо», с 2007 проходил в основной состав, но в большинстве играл за дубль. В марте 2012 был отдан в аренду на год в гродненский «Неман», где стал прочным игроком основы. По окончании аренды вернулся в «Динамо», но в апреле 2013 покинул столичный клуб.
Первую половину сезона 2013 пропустил из-за травмы. В июле 2013 подписал с «Неманом» контракт на 1,5 года. Во второй половине 2013 на поле не появлялся, играя за дублирующий состав гродненцев. Первую половину 2014 пропустил из-за очередной травмы, а с июня 2014 начал появляться в основном составе «Нёмана». Обычно играл на позиции опорного полузащитника, но иногда использовался как правый защитник или полузащитник.
В декабре 2014 года стало известно, что Игорь оставит гродненский клуб из-за его тяжелого финансового положения. В январе 2015 года стал игроком микашевичского «Гранита», где стал в основном только выходить на замену. В январе 2016 года покинул Микашевичи.
После исхода из «Гранита» проходил просмотр в таких клубах, как «Слуцк», «Неман», «Витебск», «Крумкачы», однако сезон 2016 начал в составе «Нафтана». Сначала играл в основе новополоцкого клуба, но быстро потерял место в старте и стал выступать преимущественно за дубль. В июле 2016 года покинул «Нафтан» и вскоре присоединился к «Белшине», где стал основным опорным полузащитником, однако не сумел спасти бобруйский клуб от вылета в Первую лигу.
В начале 2017 года тренировался с «Белшиной», а в марте подписал контракт с литовским клубом «Кауно Жальгирис». В феврале 2018 года вернулся в Беларусь, где после просмотра стал игроком «Слуцка». В составе слуцкого клуба нерегулярно появлялся на поле, часто выходя на замену. В декабре 2018 года по соглашению сторон покинул «Слуцк».
В начале 2019 года он тренировался с житковичским ЮАС, но в апреле, покинув команду, он стал игроком речицкого «Спутника». Стал капитаном команды и в сезоне 2020 помог «Спутнику» выиграть Первую лигу. В феврале 2021 года он продлил контракт с клубом. В первой половине 2021 года он оставался одним из основных игроков «Спутника» в Премьер-лиге.
В июле 2021 года, после того как «Спутник» снялся с Высшей лиги, Ясинский перешёл в «Днепр-Могилёв», где закрепился в основе. В январе 2022 года покинул могилёвский клуб, после чего некоторое время тренировался с «Гомелем», а в феврале стал игроком рогачёвского «Макслайна».
В январе 2023 года футболист перешёл в гомельский клуб «Бумпром».

## Достижения
- Серебряный призёр Чемпионата Беларуси: 2008, 2009
- Чемпион Первой лиги Беларуси: 2020

## Статистика
| Сезон    | Дивизион | Клуб                | Страна                    | Матчи | Голы |
| -------- | -------- | ------------------- | ------------------------- | ----- | ---- |
| 2007     | Д1       | Динамо (Минск)      | Флаг Беларуси (1995—2012) | 1     | 0    |
| 2008     | Д1       | Динамо (Минск)      | Флаг Беларуси (1995—2012) | 1     | 0    |
| 2009     | Д1       | Динамо (Минск)      | Флаг Беларуси (1995—2012) | 3     | 0    |
| 2010 (1) | дубль    | Динамо (Минск)      | Флаг Беларуси (1995—2012) | 10    | 0    |
| 2010 (2) | Д1       | Днепр (Могилёв)     | Флаг Беларуси (1995—2012) | 1     | 0    |
| 2011     | Д1       | Динамо (Минск)      | Флаг Беларуси (1995—2012) | 1     | 0    |
| 2012     | Д1       | Неман (Гродно)      | Флаг Беларуси             | 25    | 0    |
| 2013 (2) | дубль    | Неман (Гродно)      | Флаг Беларуси             | 6     | 0    |
| 2014     | Д1       | Неман (Гродно)      | Флаг Беларуси             | 14    | 0    |
| 2015     | Д1       | Гранит (Микашевичи) | Флаг Беларуси             | 13    | 0    |
| 2016 (1) | Д1       | Нафтан              | Флаг Беларуси             | 3     | 0    |
| 2016 (2) | Д1       | Белшина             | Флаг Беларуси             | 13    | 2    |
| 2017     | Д1       | Кауно Жальгирис     | Флаг Литвы                | 26    | 0    |
| 2018     | Д1       | Слуцк               | Флаг Беларуси             | 19    | 0    |
| 2019     | Д2       | Спутник (Речица)    | Флаг Беларуси             | 24    | 1    |
| 2020     | Д2       | Спутник (Речица)    | Флаг Беларуси             | 24    | 0    |
| 2021 (1) | Д1       | Спутник (Речица)    | Флаг Беларуси             | 14    | 1    |
| 2021 (2) | Д2       | Днепр-Могилёв       | Флаг Беларуси             | 17    | 0    |